# Ruth Hellberg
Ruth Holl, connue sous le nom de scène Ruth Hellberg (née le 2 novembre 1906 à Berlin et morte le 26 avril 2001 à Feldafing) est une actrice et une doubleuse de film allemande.

## Biographie
Fille du metteur en scène et directeur de théâtre Fritz Holl et de l'actrice et professeure de théâtre Margit Hellberg, elle fait ses débuts au Meininger Theater, en 1923.
Après un premier mariage avec Fritz Landshoff, elle se remarie avec l’acteur et metteur en scène Wolfgang Liebeneiner en 1933. La même année, elle participe à son premier film, mais ce n’est que six ans plus tard qu’elle connaît son plus grand succès, avec Yvette.
En 1943, Ruth Hellberg se sépare de Liebeneiner et ses apparitions au cinéma se font plus rares. Après la fin de la Seconde Guerre mondiale, elle joue surtout au théâtre mais fait toutefois sa dernière apparition dans un film en 1991.
À partir de 1948, Ruth Hellberg travaille également comme doubleuse et prête notamment sa voix à Vivien Leigh, Myrna Loy, Elisabeth Bergner, Helen Hayes, Jeanne Moreau ou Martha Scott.

## Filmographie

### Cinéma
- 1933 : Was wissen denn Männer
- 1933 : Herthas Erwachen
- 1934 : Erstens kommt es anders
- 1934 : Ihr Trick
- 1938 : Es leuchten die Sterne
- 1938 : Yvette
- 1938 : Magda (Heimat) de Carl Froelich
- 1938 : Schwarzfahrt ins Glück
- 1938 : In geheimer Mission
- 1939 : Drei Unteroffiziere
- 1940 : Zwielicht
- 1940 : Fahrt ins Leben
- 1940 : Alles Schwindel
- 1940 : Bismarck
- 1940 : Le Maître de poste (Der Postmeister) de Gustav Ucicky
- 1941 : Heimkehr
- 1941 : Tragödie einer Liebe (Vertigine)
- 1946 : Broken Love
- 1991 : Im Kreis der Lieben

### Télévision
- 1962 : So war Mama (TV)
- 1965 : Michael Kramer (TV)
- 1972 : Strohfeuer (TV)
- 1982 : Villa zu vermieten (TV)
- 1990 : Wüsten (TV)